# Gorni Kramer
Gorni Kramer, pseudonimo di Francesco Kramer Gorni (Rivarolo Mantovano, 22 luglio 1913 – Milano, 26 ottobre 1995), è stato un direttore d'orchestra, compositore, arrangiatore, musicista, polistrumentista, produttore discografico e autore televisivo italiano.
Volto noto della "prima" televisione, è stato autore di oltre un migliaio di canzoni, di cui 1 057 depositate alla SIAE come "Kramer Gorni" e 177 come "Francesco Gorni". Fu insegnante della banda musicale di Cesacastina in provincia di Teramo.

## Biografia
Nacque il 22 luglio 1913 a Rivarolo Mantovano, in provincia di Mantova da Francesco Gorni detto ‘Gallo’, fisarmonicista, e Teresa Marchiò. Per via del nome dal suono straniero, una parte del pubblico italiano ha a lungo creduto che Gorni Kramer non fosse italiano o si facesse chiamare con uno pseudonimo di fantasia, pseudonimo che in realtà derivava direttamente dal suo nominativo anagrafico: Gorni era il cognome e Francesco Kramer erano i nomi, quest'ultimo scelto dal padre in omaggio al ciclista americano Frank Kramer, campione del mondo su pista nel 1912. Semplicemente invertendo il secondo nome di battesimo ed il cognome, Kramer Gorni diventò Gorni Kramer. Il padre era emigrato in Belgio e in Lussemburgo, dove aveva lavorato in miniera e imparato a suonare la fisarmonica da un compagno di lavoro. La madre era emigrata da bambina negli Stati Uniti dove era stata diversi anni con la famiglia.
Gorni Kramer si avvicinò alla musica sin dalla prima infanzia, quando era ancora soprannominato Franco, grazie al padre musicista. Il primo strumento che imparò a suonare fu la fisarmonica, con cui iniziò ad esibirsi ancora bambino nell'orchestra paterna.

### Il Conservatorio
Nel 1930 si diplomò in contrabbasso al Conservatorio di Mantova. Nei primi tempi lavorò come musicista in diverse orchestre da ballo, poi nel 1933, appena ventenne, costituì un suo gruppo con cui suonare il jazz. Il nuovo genere musicale americano era vietato dal regime fascista, ma Gorni Kramer aveva potuto conoscerlo grazie ad amici orchestrali che lavoravano sui transatlantici che collegavano l'Europa e l'America.

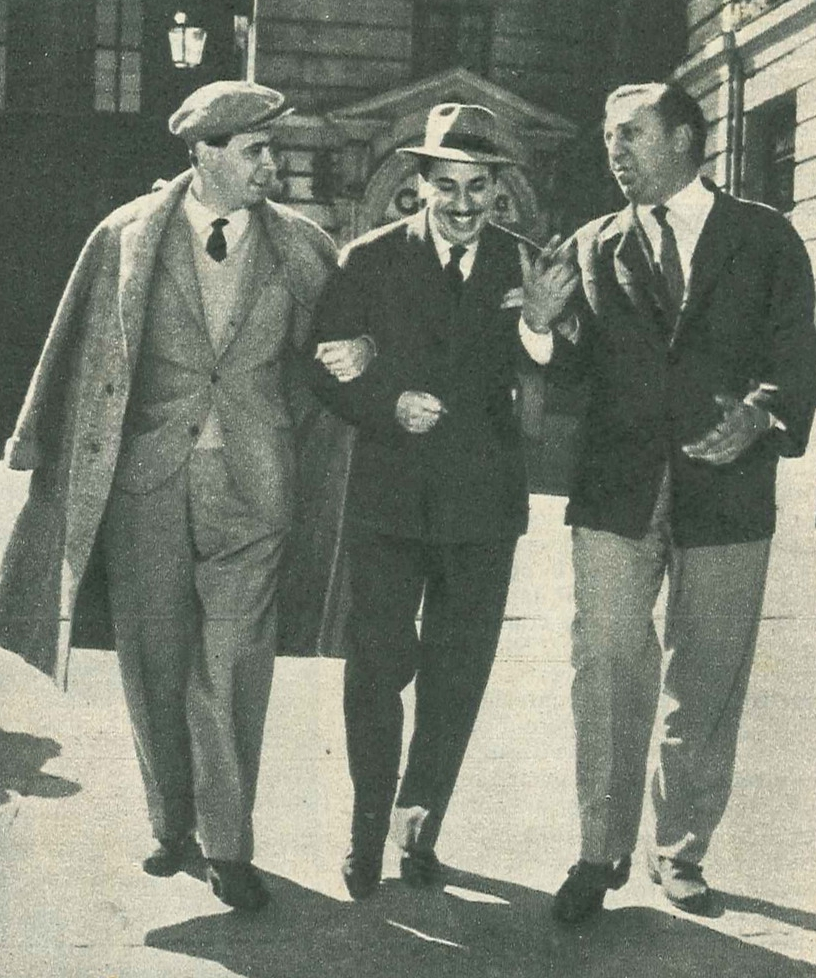
Gorni Kramer tra Garinei e Giovannini nel 1958

A partire dalla metà degli anni trenta Gorni Kramer si affermò anche come autore di canzoni. Sua è la musica di Crapa pelada sul testo di una filastrocca popolare milanese, portata al successo prima nel 1936 da Alberto Rabagliati e poi, nel 1945, dal Quartetto Cetra (nella versione con testo di Tata Giacobetti). Nel 1939 compose Pippo non lo sa, uno dei pezzi più famosi del Trio Lescano. Nonostante la popolarità di queste canzoni, Gorni Kramer e la sua orchestra continuarono ad essere ignorati dall'EIAR, che li boicottava perché suonavano jazz.
Durante la seconda guerra mondiale, il maestro collaborò con il cantante Natalino Otto, altro artista bandito dalla radio a causa dello swing. In quegli anni cominciò anche il lungo sodalizio con il Quartetto Cetra, per cui scrisse pezzi famosissimi come Nella vecchia fattoria (Old MacDonald had a farm) (solo il testo in italiano), In un palco della Scala, Donna, Concertino.
Massone, Gorni Kramer fu membro della Gran Loggia d'Italia; collaborò con la Repubblica Sociale Italiana entrando in servizio nella X Mas.

### La commedia musicale

Gorni Kramer con Wanda Osiris e il Quartetto Cetra nel 1951

Nel 1949 Gorni Kramer incontrò Garinei e Giovannini e per tutti gli anni cinquanta avrebbe composto musiche per le loro commedie musicali, tutte di gran successo, interpretate da grandi nomi, come Renato Rascel, Delia Scala e Walter Chiari. Tra le tante produzioni ricordiamo Gran Baldoria, Attanasio cavallo vanesio, Alvaro piuttosto corsaro, Buonanotte Bettina, Un paio d'ali e Un mandarino per Teo.
Da questi spettacoli vennero tratte canzoni celebri come Un bacio a mezzanotte, Non so dir ti voglio bene, Merci beaucop, Un po' di cielo, Domenica è sempre domenica (che sarebbe poi diventata la sigla del Musichiere), Chérie, Simpatica e Soldi, soldi, soldi.
Scrisse anche alcune canzoni per lo Zecchino d'Oro: E ciunfete... nel pozzo e Il lungo, il corto e il pacioccone.

### L'attività di discografico
Gorni Kramer fu, con Mario Trevisan, il fondatore della casa discografica Combo Record: con l'etichetta lanciò, tra gli altri, Tony Renis e Riz Samaritano.

### La televisione

Un'esibizione di Savona, Giacobetti e Chiusano con il Maestro Gorni Kramer

Il debutto televisivo avvenne nel 1954 con Nati per la Musica, assieme a Lelio Luttazzi; in seguito prese parte a Voci e volti della fortuna, ma uno dei più grandi successi degli esordi fu sicuramente Il Musichiere, programma condotto da Mario Riva in onda dal 1957 al 1960, in cui partecipava con la sua orchestra (per l'occasione ribattezzata I Musichieri) alle esecuzioni musicali del programma.
Seguirono numerosi altri programmi: Buone vacanze (con i Cetra, Jula de Palma, Johnny Dorelli e altri), Giardino d'inverno, Leggerissimo, Quelli della domenica, La domenica è un'altra cosa. Nel corso di un programma di intrattenimento criticò i Beatles, ed ebbe ad affermare che presto sarebbero stati dimenticati; altrettanto scettico fu riguardo Nel blu dipinto di blu di Domenico Modugno.
Verso la metà degli anni sessanta Gorni Kramer si ritirò progressivamente dalle scene, ma continuò a lavorare in ambito musicale come editore e autore per la televisione, partecipando saltuariamente come ospite, ad esempio nella prima puntata di Milleluci (1974) di Antonello Falqui, omaggio alla storia della radio, condotta da Mina e Raffaella Carrà.
Nel 1978 Kramer fu il protagonista di Kappadue, trasmissione televisiva in due puntate, diretta da Vito Molinari, in cui il grande musicista e compositore ripercorse la propria carriera insieme ad artisti a lui vicini, da Caterina Valente a Marcello Marchesi, dal Quartetto Cetra a Sandra Mondaini.
Il 27 settembre 1991 la RAI, in occasione dei cinquant'anni di carriera del maestro, gli dedicò un evento intitolato Merci Beaucoup Gorni Kramer (Raidue ore 20:30): la serata fu ambientata nella piazza Sordello di Mantova, presentata da Gianni Minà ed Elisabetta Gardini, con ospiti, tra gli altri, Franco Cerri, Nicola Arigliano, Ladri di Biciclette e Rossana Casale.
Dal 1996 la Riviera Jazz Records ha pubblicato per la prima volta su cd in alcuni volumi le incisioni di Gorni Kramer, effettuate dal 1932 al 1947 su dischi a 78 giri ormai introvabili, sia da solista e sia come musicista del sassofonista e violinista William Righi.

#### Carosello
Partecipò inoltre ad alcune edizioni della rubrica pubblicitaria televisiva Carosello:
- nel 1957 insieme a Lelio Luttazzi per il dado per brodo Liebig;
- nel 1959 insieme a numerosi esponenti dello spettacolo e dello sport per il dentifricio Durban's;
- nel 1963 con Delia Scala per olio e vino della Sagra.

## Programmi radio RAI
- Kramer e la sua orchestra, programma trisettimanale con i cantanti Claudio Parola, Flo Sandon's e Vittorio Paltrinieri 1949
- Nati per la musica, programma settimanale con i cantanti Jula de Palma, Teddy Reno e Quartetto Cetra 1953-1954
- Attenti al ritmo, gioco musicale, presentato da Mike Bongiorno, orchestra diretta da Gorni Kramer, regia di Pino Gilioli 1965.
- Batto quattro, varietà musicale, presentato da Gino Bramieri, orchestra diretta da Gorni Kramer, regia di Pino Gilioli (1967-1976)

## Gli omaggi
- Ricordando Kramer è il titolo di una composizione per fisarmonica e orchestra di Italo Salizzato e Pasquale De Rosa dedicata a Gorni Kramer.
- Kramer Project - Renzo Ruggieri Orchestra (VAP 104) è l'omaggio in CD pubblicato nel 2010 da Voglia D'arte Production, per fisarmonica e orchestra, di Renzo Ruggieri[6] su repertorio "originale", custodito dai familiari in una valigia e donato al Maestro. Il progetto è divenuto anche un live che ha visto al Serravalle Jazz 2500 spettatori in standing ovation (2009) e il tutto esaurito al Gubbio Jazz, impreziosito dalla partecipazione speciale di alcune prestigiose voci del panorama jazzistico italiano.

## Discografia parziale

### Singoli
- 1936 – Dimmi di si/Voglio da te una foto (Fonit, 7488)
- 1953 – Toni me toca/Tic ti-Tic ta (Odeon, TW 4057)
- 1958 – Gelosia/Mi dolor (Fonit Cetra, SP 30370)
- 1958 – Una notte a Granada/La samba del villaggio (Combo Record, 5010; pubblicato come Gorni Kramer e i suoi Villici)
- 1958 – Domenica è sempre domenica/Simpatica (Combo Record, 5059; con Mario Riva)
- 1959 – You Are My Destiny/Hey, Jealous Lover (Combo Record, 5226; pubblicato come Gorni Kramer e i suoi Musichieri)
- 1959 – Mio zio/Non cercar (di capir l'amore) (Combo Record, 5237; pubblicato come Gorni Kramer e i suoi Musichieri)
- 1959 – Serenella/Fatalona (Combo Record, 5256; con Paolo Bacilieri)

### EP
- 1958 – Night Club (Odeon, MSEQ 35120)

### Album
- 1953 – Parata di successi n° 5 (Fonit, LP 105; con Nino Impallomeni, Alberto Semprini, Armando Sciascia)
- 1953 – Parata di successi n° 6 (Fonit, LP 106; con Nino Impallomeni, Alberto Semprini, Armando Sciascia)
- 1966 – Celebri tanghi (Combo Record, LP 20044)
- 1974 – Il re della fisarmonica (Combo Record, LP 20137)
- 1996 – Gorni Kramer con i suoi Solisti & The Three Niggers of Broadway - Vol. I (Riviera Jazz Records, RJR CD 002)
- 1997 – Gorni Kramer con i suoi Solisti, The Three Niggers of Broadway e William Righi e il suo Nuovo Stile - Vol. II (Riviera Jazz Records, RJR CD 003)
- 2003 – Gorni Kramer, i suoi Solisti e i Tre Negri - Vol. III (Riviera Jazz Records, RJR CD 008)
- 2005 – Gorni Kramer, i suoi Solisti, Orchestra Circolo Ambasciata, The Three Niggers of Broadway - Vol. IV (Riviera Jazz Records, RJR CD 011)
- 2006 – The Smile of Swing (Twilight Music - Serie via Asiago 10, TWI CD AS 06 26)

## Filmografia
- Il microfono è vostro, regia di Giuseppe Bennati (1951)
- Domenica è sempre domenica, regia di Camillo Mastrocinque (1958)
- Come te movi, te fulmino!, regia di Mario Mattoli (1958)
- Totò a Parigi, regia di Camillo Mastrocinque (1958)
- Totò, Eva e il pennello proibito, regia di Steno (1959)
- Un mandarino per Teo, regia di Mario Mattoli (1960)

## Le commedie musicali
- 1952 – Attanasio cavallo vanesio di Garinei e Giovannini
- 1953 – Alvaro piuttosto corsaro di Garinei e Giovannini
- 1954 – Giove in doppiopetto di Garinei e Giovannini
- 1954 – Tobia candida spia di Garinei e Giovannini
- 1955 – La granduchessa e i camerieri di Garinei e Giovannini
- 1956 – Buonanotte Bettina di Garinei e Giovannini
- 1956 – Carlo non farlo di Garinei e Giovannini
- 1957 – L'adorabile Giulio di Garinei e Giovannini
- 1957 – Un paio d'ali di Garinei e Giovannini
- 1958 – Un trapezio per Lisistrata di Garinei e Giovannini
- 1960 – Un mandarino per Teo di Garinei e Giovannini
- 1960 – Delia Scala Show di Garinei e Giovannini

## Le riviste
- 1950 – Black and White di Garinei e Giovannini
- 1951 – Gran baldoria di Garinei e Giovannini
- 1952 – Gran baraonda di Garinei e Giovannini
- 1953 – Made in Italy di Garinei e Giovannini